# Phạm Thịnh
Phạm Thịnh (? - ?) là một thượng thư thời Lê sơ, đỗ tiến sĩ năm 1487 vào thời vua Lê Thánh Tông.

## Thân thế
Phạm Thịnh là người làng Tam Á, huyện Gia Định, theo một sách xuất bản năm 2002 bởi Nhà xuất bản Văn hóa thông tin thì nay là thôn Tam Á, xã Gia Đông, thị xã Thuận Thành, Bắc Ninh, Việt Nam. Không rõ năm sinh và năm mất của ông.

## Sự nghiệp
Ông đậu đồng tiến sĩ khoa Đinh Mùi niên hiệu Hồng Đức năm 1487. Phạm Thịnh đã đi sứ hai lần và làm quan đến chức thượng thư. Khi nhà Mạc giành ngôi nhà Lê sơ, ông không chịu theo Mạc.

## Gia đình
Ông là cha của Phạm Điển, sinh năm 1531.

## Nhận định
Phan Huy Chú trong Lịch triều hiến chương loại chí có viết một mục về ông tại phần "Bề tôi tiết nghĩa" thuộc Nhân vật chí và cho rằng ông "được khen là tiết nghĩa".